# Ever Dream
Ever Dream е името на първия сингъл от албума Century Child на финландската метъл група Nightwish. Записите са осъществени заедно със симфоничния оркестър на град Йоенсу.

## Песни
- 1. Ever Dream
- 2. Phantom of the Opera – кавър на Андрю Лойд Уебър от мюзикъла Фантомът от Операта, в оригинал изпълнявана от Сара Брайтмън и Майкъл Кроуфорд
- 3. The Wayfarer – неиздавана песен